# 林恩 (奥地利)
林恩是奥地利蒂罗尔州因斯布鲁克兰县的一个市镇。总面积10.65平方公里，总人口1655人，人口密度155.4人/平方公里（2011年）。